# Mesoligia aethalodes
Mesoligia aethalodes är en fjärilsart som beskrevs av Richardson 1940. Mesoligia aethalodes ingår i släktet Mesoligia och familjen nattflyn. Inga underarter finns listade i Catalogue of Life.